# Einheitswagen (Schweiz, Schmalspur)
Als Einheitswagen werden in der Schweiz die Reisezugwagen der Eisenbahn bezeichnet, die nach bestimmten einheitlichen Konstruktionsmerkmalen ab Mitte der 1950er Jahre gebaut wurden. Zuerst wurden normalspurige Einheitswagen gebaut, derweil für die Schmalspur weiterhin Mitteleinstiegswagen gefertigt wurden. Anfang der 1960er Jahre gab es dann auch Einheitswagen-Konstruktionen für die Schmalspurbahnen, die damals einen recht grossen Nachholbedarf in der Erneuerung der Fahrzeuge hatten.

## Merkmale
Im Unterschied zu den normalspurigen Einheitswagen, die von allen Schweizer Wagenfabriken (SWS, SIG, SWP und FFA) nach einheitlichen Plänen gebaut wurden, ist den Schmalspurwagen die Herkunft anzusehen. Jeder Hersteller hatte für diese Personenwagen seine eigenen Entwürfe. Bei den Schmalspurwagen reicht es deshalb nicht, vom Einheitswagen I (EW I) zu sprechen, es muss auch der Hersteller angegeben werden.
Die gemeinsamen Merkmale der Schmalspur-Einheitswagen sind
- vierachsiger Leichtstahl- oder Leichtmetall-(Aluminium)-Wagen,
- Einstiege, Plattform und allfällige Toiletten am Wagenende,
- gesicktes Wagendach,
- Grossraumwagen (keine Seitengangabteile).

Im 21. Jahrhundert hat sich der Bedarf an Einheitswagen stark verringert. Die Zahl der Reisezugwagen auf Schmalspurbahnen ist durch die immer weitere Verbreitung der Triebzüge rückläufig. Die letzten in Betrieb gekommenen Wagen gehören deshalb entweder zu den Panoramawagen (die im Baukastensystem des PA 90 auch bereits enthalten waren) oder aber zur Gattung der Niederflurwagen, bei denen die Einstiegstüren aus konstruktiven Gründen wieder gegen die Mitte des Fahrzeuges versetzt werden mussten.

## FFA EW I (FFA1)

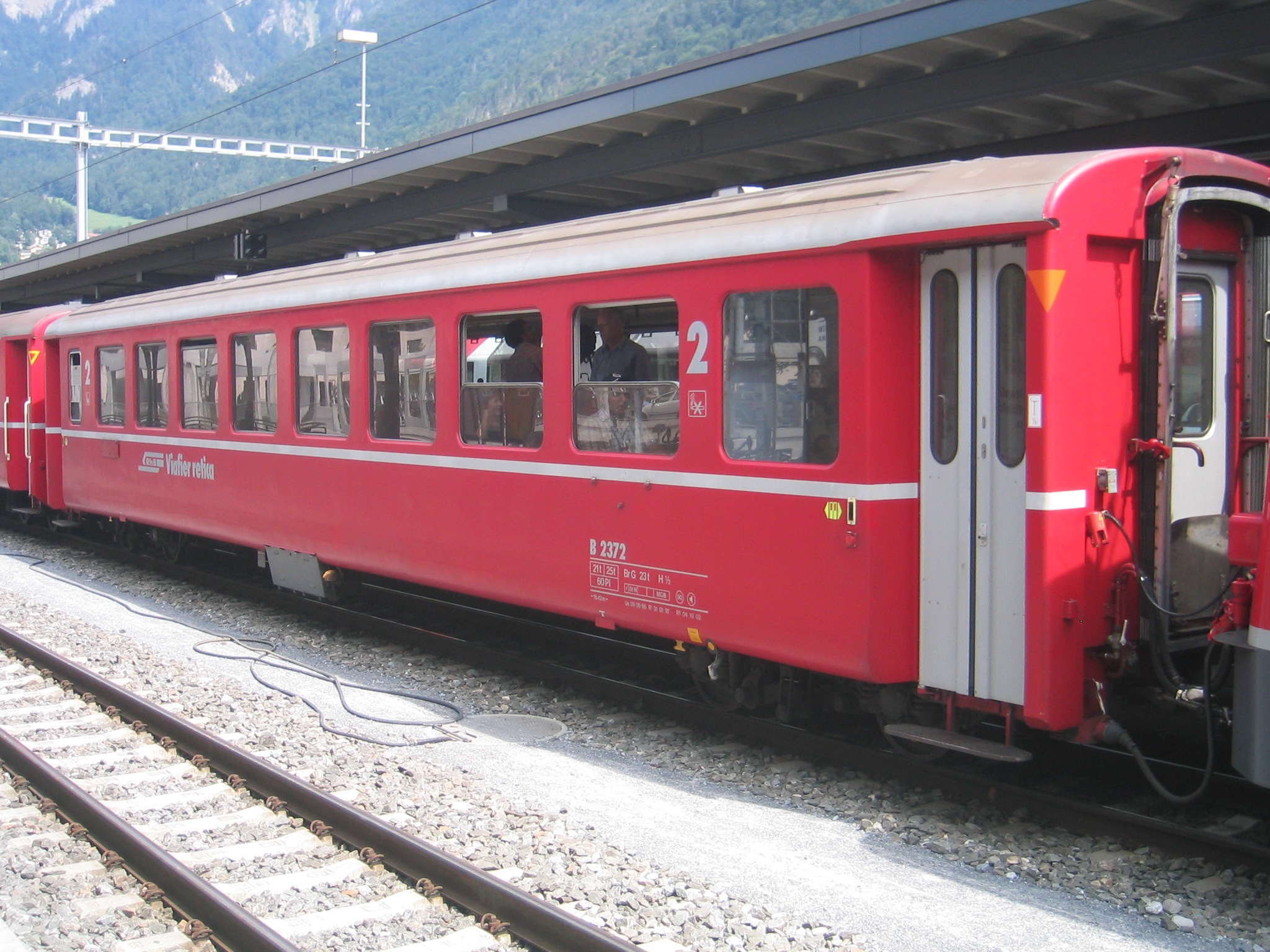
RhB Einheitswagen I B 2372 in Chur

Ab 1960 erschienen die ersten Vorläufer der Einheitswagen, die so genannten Umbauwagen der RhB. Dabei wurde die ursprüngliche Kasteneinteilung beibehalten und das WC somit in Wagenmitte platziert. Da auch neue Drehgestelle zum Einbau kamen, dürfte die vom ursprünglichen Holzkastenwagen stammende Substanz sehr gering gewesen sein.
1962 kamen dann die ersten Einheitswagen zur Ablieferung. Im Unterschied zu den normalspurigen Wagen, wurden die Einstiege ganz am Wagenende angeordnet und Plattform bzw. WC zwischen Einstieg und Personenabteil. Diese Anordnung kam bei der Normalspur erst mit den EC-Wagen auf.
Mit Rücksicht auf die zum Teil sehr engen Kurvenradien wurden die Wagen auch in verkürzten Versionen gebaut. Einige Bahnen mit eher kurzen Strecken verzichteten auf den Einbau eines WCs.
Nachteilig an diesem Wagentyp ist der sehr enge Sitzteiler in der 2. Klasse. Während die gleichzeitig gebauten Normalspur-Einheitswagen einen Sitzteiler von 1650 mm aufweisen, haben die Schmalspurwagen nur 1550 mm.

### Lieferungen FFA EW 1
| Bahn  | Typ                 | Inbetriebnahme | Drehgestell | A            | AB               | B                     | D/DZ                      |
| ----- | ------------------- | -------------- | ----------- | ------------ | ---------------- | --------------------- | ------------------------- |
| RhB   | St lang mit 2 WC    | 1962–66        | SIG-T       | 21 A 1223–43 | 16 AB 1519–34    | 33 B 2341–73          | 4 D 4210–132              |
| RhB   | St                  | 1970 1980      | SWS SWP 74  |              |                  |                       | 5 D 4214–181 8 D 4219–261 |
| RhB   | Alu verkürzt mit WC | 1968           | SIG-T       | 4 A 1253–56  |                  |                       |                           |
| RhB   | Alu kurz mit WC     | 1968–72        | SWP 68      |              | 6 AB 1541–46     | 18 B 2307–14, 2451–60 |                           |
| RhB   | Alu lang mit WC     | 1969           | SWP 68      |              | ABt 1701–031     | 5 B 2315–19           | DZ 4231–331               |
| RhB   | Alu lang mit WC     | 1971           | SIG-S       |              | 4 ABDt 1711–14 4 | 4 B 2411–14 3         |                           |
| RhB   | Alu lang mit WC     | 1979           | SWP 74      |              | 2 ABDt 1715–16 4 | 2 B 2415–16 3         |                           |
| MOB   | St verkürzt mit WC  | 1963–64        | SIG-T       | 5 A 103–07   | 3 AB 301–03      | 2 B 201–02            |                           |
| AB    | St lang mit WC      | 1964–73        | SIG-T       |              | 2 ABt 61–62 5    | 6 B 22–27 6           |                           |
| BAM   | St lang             | 1964           | SIG-T       |              |                  | 4 B 61–64             |                           |
| FO    | Alu verkürzt mit WC | 1965–68        | SIG-S       |              |                  | 10 B 4263–72          | 3 D 4341–432              |
| LSE   | Alu lang            | 1967–69        | SIG-S       |              | 2 ABt 26–277     | 6 B 45–507            |                           |
| RBS   | St lang             | 1974           | SIG         |              | 2 ABt 201–2027   |                       |                           |
| Total | 185                 |                |             | 30           | 42               | 90                    | 23                        |

1durch SWS hergestellt, 4233 Nachbau 1981, 1997 Umbau in BD 2481 

2Leichtstahlkasten, ohne Einstiegstüren, als Sanitätswagen verwendbar, Inbetriebnahme 1961 

3 Zwischenwagen zu Be 4/4 511–516

4 Steuerwagen zu Be 4/4 511–516

5 später Nr. 146–147 

6 später Nr. 231–233 und 246–248, heute 241–246 (nicht in gleicher Reihenfolge)

7 heute ZB ABt 926–927, B 545–550, ABt 931–932 (ex 131–32 ex RBS 201–202)

### Modernisierte FFA EW I
Die MOB setzte 1968 bis 71 vier Wagen B 203–206 in Betrieb, die durch Kombination alter Untergestelle, die 1960–62 neue SIG-Torsionsstabdrehgestelle erhalten hatten und neuer Wagenkasten von FFA nach den Konstruktionsprinzipien des EW I entstanden. Resultat war ein siebenfenstriger leichter Wagen mit offenen Plattformen ohne WC (siehe Leichtstahlwagen (Schweiz, Schmalspur)#Die FFA-Umbauwagen (mit Sickendach)). Um diese Wagen weiter verwenden zu können, liess die MOB die Wagenkasten bei R+J verlängern, mit normalen Einstiegen wie die EW I sowie einem erhöhten Dach versehen und rüstete sie mit neuer Inneneinrichtung und WC aus. So entstanden ab 1994 der B 203 und die BD 204–206. Anschliessend wurden auch einige der oben erwähnten EW I einer vergleichbaren Modernisierung unterzogen. Daraus entstanden die A 106, AB 303 und B 216–17 sowie 218 (AB 301–302 und A 104). Dabei wurde die Fensterteilung beibehalten. Einen noch weitergehenden Umbau erfuhren die A 103, 107 und B 201–202, die ab 2004 einheitliche Wagenkasten mit sechs pullmanartigen Erkerfenstern und mit hohem, sickenlosem Dach erhielten und seither als GoldenPass Classic verkehren.

## FFA EW II (FFA2)

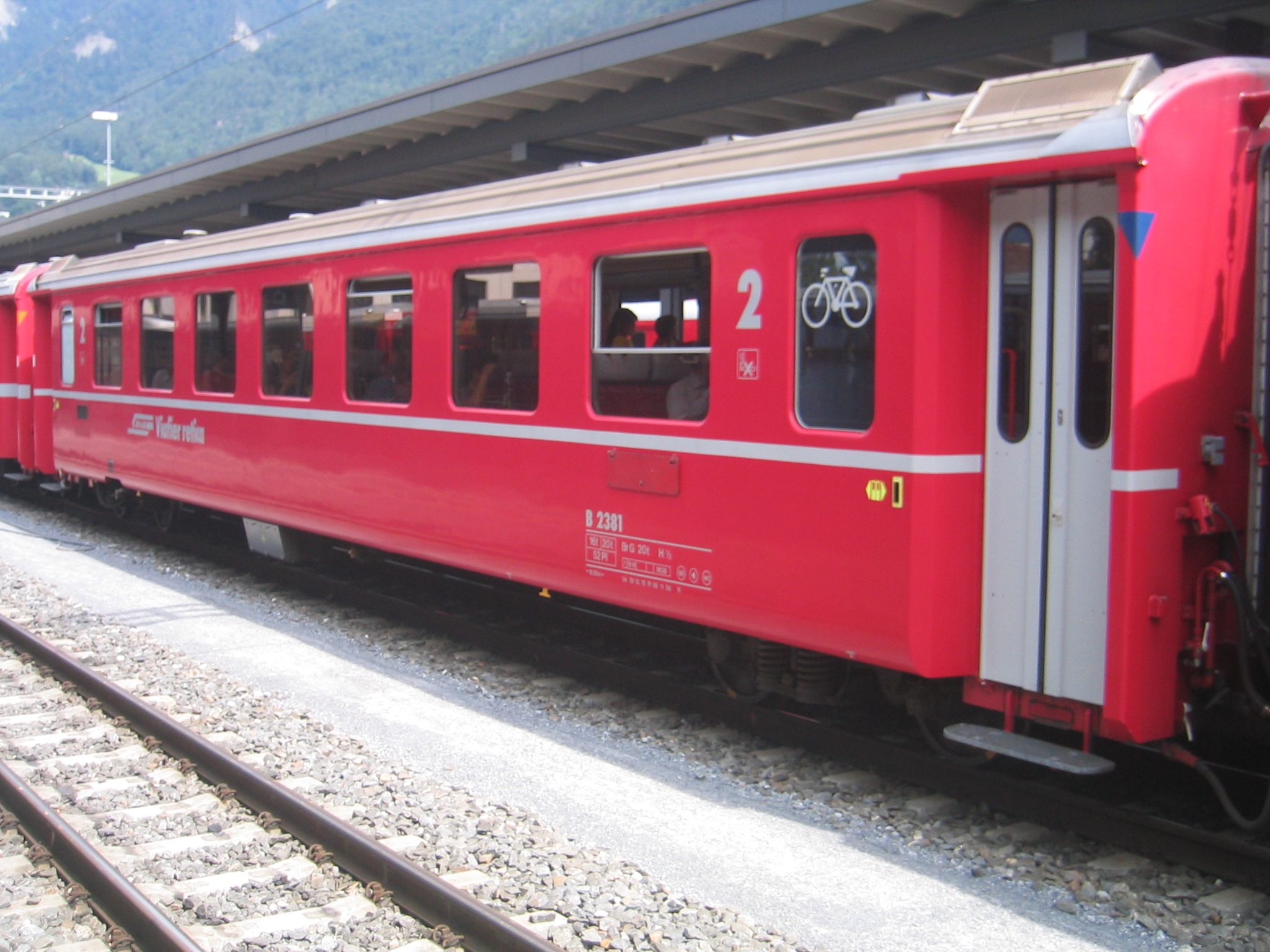
RhB Einheitswagen II B 2381 in Chur

Für die weiteren Beschaffungen wollte die RhB den Komfort für den Fahrgast steigern und die durch den Leichtmetallbau möglichen Gewichtseinsparungen generell nutzen. Daraus entstand der 1975 erstmals zur Auslieferung gelangende Einheitswagen II mit vergrössertem Sitzteiler, doppelt verglasten und getönten Scheiben sowie einer Lüftung/Warmluftheizung «Hagenuk». Zur Verbilligung der Fabrikation und gleichzeitiger Erhöhung der Festigkeit wurde systematisch auf Aluminium-Grossstrangpressprofile zurückgegriffen.
Andere Bahnen bestellten ebenfalls Wagen nach den gleichen Konstruktionsprinzipien, allerdings sind die Abmessungen einschliesslich Sitzteiler praktisch für jeden Wagentyp neu festgelegt worden. Bei den Steuerwagen gibt es ausserdem zwei verschiedene Führerstandsformen (RhB/BVZ/LSE mit Stirnwandtüre, AB/CJ/RBS ohne). Die RhB wechselte auch zu einem neuen Drehgestell, nämlich dem Typ SWP 74. Andere Bahnen bevorzugten die FFA-eigene Konstruktion, nochmals andere kauften bei SIG ein.

### Lieferungen FFA EW 2
| Anzahl | Bahn   | Typ a)              | Inbetriebnahme | Drehgestell | Typ und Nummer     | Sitzteiler   | Bemerkung         |
| ------ | ------ | ------------------- | -------------- | ----------- | ------------------ | ------------ | ----------------- |
| 2      | RhB    | kurz                | 1978           | SWP 74      | A 1261–62          | 2031 mm      |                   |
| 8      | RhB    | lang                | 1977–78        | SWP 74      | A 1263–70          | 2080 mm      |                   |
| 10     | RhB    | lang                | 1975–76        | SWP 74      | AB 1561–70         | 1780/2080 mm |                   |
| 40     | RhB    | lang                | 1976–80        | SWP 74      | B 2374–83, 2421–50 | 1780 mm      |                   |
| 4      | RhB    | kurz                | 1982           | SWP 74      | BD 2471–74         | 1780 mm      |                   |
| 3      | RhB    | lang, Swt           | 1982           | SWP 74      | BDt 1721–23        | 1780 mm      |                   |
| 1      | RhB    | lang                | 1984           | FFA         | WR 3815            |              |                   |
| 2      | BVZ    | lang, Swt, ohne WC  | 1980           | (SWS)       | Bt 2241–42         | 1600 mm      | heute BDt         |
| 3      | LSE    | lang, Swt           | 1980–91        | SIG-S       | ABt 28–30          | 1650/2055 mm | heute ZB 928–930  |
| 7      | LSE    | lang, ohne WC       | 1989–91        | SIG-S       | B 51–57            | 1650 mm      | heute ZB 551–557  |
| 5      | RBS    | lang, oSwt, ohne WC | 1980–91        | SWP 74      | ABt 203–207        | 1630 mm      | heute BOB 411–415 |
| 5      | AB/SGA | kurz, oSwt, ohne WC | 1981           | FFA 80      | ABt 111–115        | 1650/1875 mm |                   |
| 3      | AB     | lang, oSwt          | 1986           | FFA 80      | ABt 131–133        | 1650/2000 mm | heute Nr. 141–143 |
| 4      | CJ     | lang, oSwt          | 1986           | FFA 80      | ABt 711–714        | 1650/2000 mm |                   |
| 2      | CJ     | lang, oSwt          | 1986           | FFA 80      | BDt 721–722        | 1650 mm      |                   |
| 6      | CJ     | lang                | 1986           | FFA 80      | B 751–756          | 1650 mm      |                   |
| 105    | Total  |                     |                |             |                    |              |                   |

- a) Swt = Steuerwagen mit Stirnwandtüre (später zugeschweisst), oSwt = Steuerwagen ohne Stirnwandtüre auf der Führerstandseite

## FFA EW III (FFA3)
Anlass, nicht mehr den EW II weiter zu beschaffen, war dessen Preis. Die RhB fand dann in Gesprächen mit den FFA Möglichkeiten, vor allem im Innenausbau und bei den Ausrüstungsteilen kostengünstiger zu konstruieren, zum Teil durch Verwendung handelsüblichen Materials. Gleichzeitig sollte aber der Komfortlevel erhöht werden. Im Ergebnis entstand eine Serie von 10 Wagen für den Bernina-Express, die EW III genannt wurden, aber nicht weitergebaut wurden. Gegenüber dem EW II änderte sich nicht sehr viel, am auffälligsten sind die nun 1,40 m breiten Fenster auch in der zweiten Klasse. Hingegen seien Einsparungen von CHF 50'000 möglich gewesen.
Diese 10 Wagen waren mit allem ausgerüstet, was von Tirano bis Arosa gebraucht werden konnte, das heisst mit Vielfachsteuerung und Einrichtung für drei Heizspannungen (300 V ~, 1000 V =, 2200 V =). Die Arosa-Heizung wurde nach der Umelektrifikation entfernt, der Rest ist weiter vorhanden und wird auch genutzt. Bei der Revision im Jahre 2010 wurden die Wagen umnummeriert und die bisherige 61-polige Vielfachsteuerleitung durch die neue kombinierte LBT/Vielfachsteuerleitung ersetzt. 2015 erhielten die Wagen wieder ihre alten Nummern zurück.

### Lieferungen FFA EW 3
| Anzahl | Bahn | Typ  | Inbetriebnahme | Drehgestell | Typ und Nummer | Sitzteiler | Bemerkung         |
| ------ | ---- | ---- | -------------- | ----------- | -------------- | ---------- | ----------------- |
| 2      | RhB  | kurz | 1983           | SWP 74      | A 1271–72      | 2031 mm    | 2010–15: 53101–02 |
| 8      | RhB  | kurz | 1983           | SWP 74      | B 2461–68      | 1780 mm    | 2010–15: 54101–08 |

## PA-90 oder RhB EW IV (PA90)

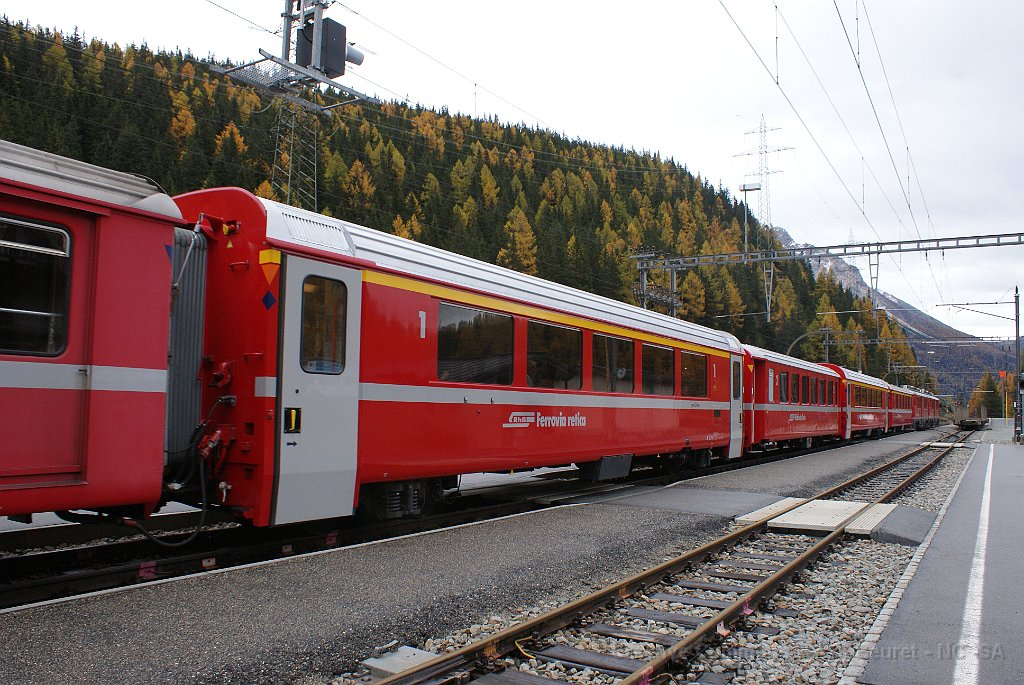
Einheitswagen PA-90 der RhB im Bahnhof Cavaglia

Für die zu erwartenden Beschaffungen von Reisezugwagen jener Bahnen, die (noch) nicht zu reinen Triebzugeinheiten übergingen, schuf Schindler Waggon Altenrhein (SWA) ein Baukastensystem, das bei verschiedenen Fahrzeuglängen die Ausführung mit Festfenstern, Senkfenstern oder als Panoramawagen ermöglichen sollte. Während für die 1. Klasse ein einheitlicher Sitzteiler vorgesehen wurde, konnte in der 2. Klasse zwischen den Varianten Regional- und Fernverkehr gewählt werden. Einheitliche Merkmale aller Wagen sind
- Aufbau aus Leichtmetall-Grossstrangpressprofilen,
- elektrisch angetriebene aussenbündige Schwenkschiebetüren,
- verbesserte Isolation,
- breitere Fenster (1450 bzw. 1722 mm),
- geschlossenes WC-System (sofern WC vorhanden).

Die etwas festere Aluminiumlegierung, die Grossprofilbauweise, die vergrösserte Fensterfläche und die verbesserte Isolation zeigten sich aber auch in einem höheren Gewicht. Die Flexibilität des Baukastensystems zeigte sich darin, dass sich die 31 gebauten Wagen auf 11 verschiedene Typen verteilten. Nachbeschaffungen dieses gelungenen Wagentyps gab es nicht, indessen sind viele Elemente in die Konstruktion der Bernina-Express-Panoramawagen eingeflossen.

### Lieferungen PA-90
| Anzahl | Bahn  | Typ            | Inbetriebnahme | Drehgestell | Typ und Nummer | Sitzteiler   | Bemerkung          |
| ------ | ----- | -------------- | -------------- | ----------- | -------------- | ------------ | ------------------ |
| 3      | RhB   | kurz           | 1992           | SIG 90      | A 1273–75      | 2054 mm      |                    |
| 7      | RhB   | kurz           | 1992           | SIG 90      | B 2491–97      | 1782 mm      |                    |
| 1      | RhB   | kurz           | 1992           | SIG 90      | BD 2475        | 1782 mm      |                    |
| 3      | RhB   | lang           | 1992           | SIG 90      | A 1281–83      | 2054 mm      |                    |
| 3      | RhB   | lang           | 1992           | SIG 90      | B 2391–93      | 1782 mm      |                    |
| 2      | SBB   | lang, Panorama | 1994           | SIG 90      | As 102–103     | 2054 mm      | Sitzanordnung 2+2  |
| 2      | AB    | kurz, Bz, oF   | 1992–93        | SIG 90      | ABt 116–117    | 1650/2054 mm |                    |
| 4      | AB    | kurz, Bz, oF   | 1992–93        | SIG 902     | B 291–294      | 1650 mm      |                    |
| 2      | AB    | kurz, Bz, oF23 | 1992–93        | SIG 902     | AB 191–1921    | 1650/2054 mm | heute Nr. 296, 295 |
| 2      | AB    | lang           | 1992–93        | SIG 90      | ABt 134–135    | 1650/2054 mm | heute Nr. 144–145  |
| 2      | AB    | lang           | 1992–93        | SIG 90      | B 234–235      | 1650 mm      | heute Nr. 247–248  |
| 31     | Total |                |                |             |                |              |                    |

Bz = Bremszahnrad, oF = ohne Faltenbalg und ohne WC

1AB 192 wurde als B 192 ausgeliefert und zu B 295 umnummeriert, AB 191 2005 zu B 296 umgebaut

2B 292 und 296 erhielten 2005 FFA-Drehgestelle, 296 ohne Bz. Die SIG 90-Drehgestelle gingen an ABt 121–123

3B 296 ist seit 2010 mit Faltenbälgen ausgerüstet

## SIG EW I oder Brünig Typ III (SIG1)

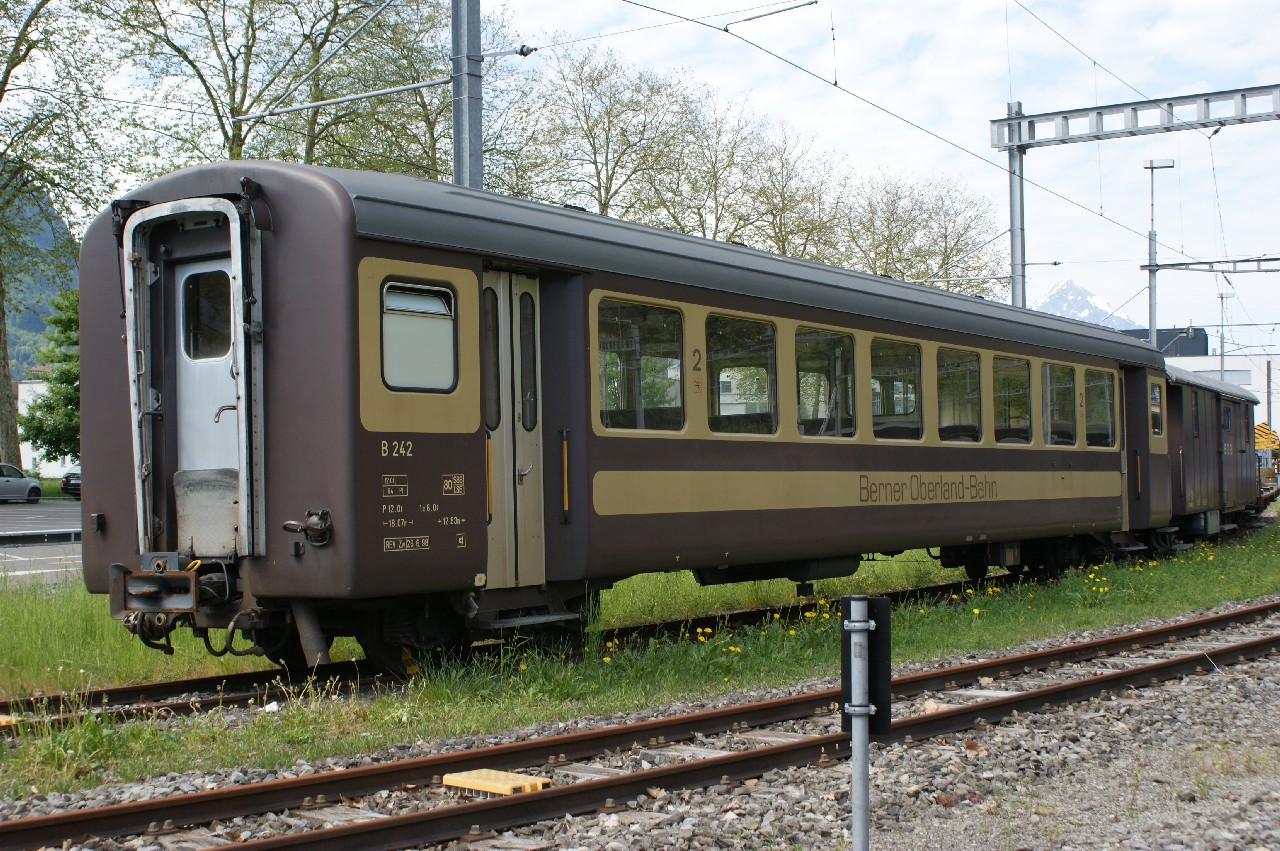
BOB SIG Einheitswagen I B 242 in Interlaken

Die SBB wählten für ihre einzige Schmalspurbahn, die Brünigbahn (heute Teil der Zentralbahn) nicht FFA, sondern SIG als Lieferantin der Einheitswagen. Deren Entwurf hielt sich äusserlich stärker an das normalspurige Vorbild, indem Plattform und Toilette ausserhalb der Einstiege angesetzt wurden. Die Einstiegstüren wurden über den Drehgestellen angeordnet. Gemeinsam mit dem Entwurf der FFA war diesem Typ aber, dass der Sitzabstand offensichtlich vom Vorhandensein von „Schmalspurpassagieren“ ausging. Der Sitzteiler in der 2. Klasse ist mit 1540 mm sogar noch geringer als beim FFA EW I ausgefallen. Da dies nicht ausreichte, wurden später bei der Modernisierung der Brünigbahnwagen zwei Sitzreihen weniger eingebaut, so dass der Sitzteiler (neu 1760 mm) nicht mehr mit den Fenstern übereinstimmt. In der 1. Klasse werden hingegen „normalspurige“ 2055 mm geboten. Die Fenster wurden, wiederum gleich wie bei der Normalspur, für beide Wagenklassen mit 1200 mm gewählt.
Der Beschaffung bei der SIG schlossen sich auch BOB und BVZ an. FO und – als einzige Adhäsionsbahn – MOB verzichteten auf eine Endplattform, was den Wagen ein eigenartig unsymmetrische Aussehen gibt. Die MOB liess darüber hinaus auch die Faltenbälge weg. Die vier Privatbahnen gönnten den Erstklasspassagieren einen ungehinderten Blick auf das Bergpanorama durch 1400 mm breite Fenster, dafür wurde der Sitzabstand im A auf 1932,5 mm und im AB auf 1917,5 mm reduziert, was die Proportionen doch sichtlich veränderte. Der Erstklasswagen wurde bei gleicher Platzzahl wie am Brünig um einiges kürzer.
Auf Grund der unterschiedlichen Kupplungssysteme ist die Länge über Puffer ein ungeeignetes Vergleichskriterium. Die Kastenlänge beträgt bei allen Brünigwagen sowie bei den B für BOB und BVZ 17,3 m. Der A von BOB und BVZ wurde dagegen nur 16,485 m lang. Die reduzierte Abteillänge erlaubte es dafür beim Bau von AB, vier Erstklassabteile und drei Zweitklassabteile unterzubringen, anstatt der umgekehrten Zahlen beim AB für die Brünigbahn.
FO und BVZ (fusioniert zu MGB) beschafften auch Steuerwagen dieses Typs, bei der Brünigbahn entstanden solche erst 1992–93 durch Umbau. Zudem entstanden für die Brünigbahn Speisewagen aus AB und die A erhielten zwei Panoramafenster pro Seite, indem die Fenster der beiden äusseren Abteile verbunden wurden. Die beiden mittleren Fenster mussten hingegen aus Stabilitätsgründen unverändert bleiben. Brünigbahn, BOB und BVZ versahen einige Wagen nachträglich mit Gepäckabteil.
Da der Wagen für den Einsatz auf Zahnradbahnen konzipiert ist, wurde möglichst gewichtssparend gebaut. Es gibt (ausser früher bei den Brünig AB) nur ein WC. Der Kasten ist aus Aluminium. Allerdings wurde bei den ersten elf Wagen (Prototyp für den Brünig und die ersten zehn Wagen für die BOB) die Legierung Unidur gewählt. Diese hatte nicht die erforderliche Festigkeit, weshalb von den elf Wagen nur noch fünf in Betrieb gehalten werden konnten.
2015 wurden 16 überzählige Wagen der Zentralbahn nach Benin und Niger verkauft.

### Lieferungen SIG EW 1
| Bahn | Typ         | Inbetriebn. | Drehgestell | A           | AB                          | B                          | Bemerkungen |
| ---- | ----------- | ----------- | ----------- | ----------- | --------------------------- | -------------------------- | --- |
| SBB  | normal      | 1966–71     | SIG-66/Bz   | 6 A 201–206 | 12 AB 401–412               | 55 B 701–755               | ABt 900–905 und WR 421–423 Umbau ex AB. Übrige Wagen umgebaut und umnummeriert zu A 211–16, AB 431–34, B 501–12, BD 551–54, B 301–29, BD 351–57, B 361–63, 371. |
| BOB  | normal      | 1968–71     | SIG-66/Bz   | 2 A 181–182 | 5 AB 211–215                | 12 B 241–252               | Kauf bzw. Wagentausch mit SBB bzw. ZB A 217, AB 441–43, BOB B 253–56, BD 501–03                                                                                 |
| BVZ  | normal      | 1968–76     | SIG-66/Bz   | 8 A 2071–78 |                             | 10 B 2281-–90 4 Bt 2251–54 | 2077–78 umgebaut zu AD/BRD 2295–96 2287–90 und 2251–54 umrüstbar auf GF-Kupplung                                                                                |
| FO   | verkürzt    | 1972–72     | SIG-S/Bz    |             | 4 ABt 4151–54 4 ABt 4191–94 | 8 B 4251–58                | ABt 4191–92 jetzt Bt 4291–92 alle Wagen umrüstbar auf GF-Kupplung                                                                                               |
| MOB  | verkürzt oF | 1973        | SIG-T       |             | 1 AB 304                    | 4 B 207–210                | abgestellt, 207–209 2012 verkauft an TPF |

oF = ohne Faltenbalg, Bz = Bremszahnrad

## SIG EW II (SIG2)
Kurz vor dem Ausstieg aus der Fertigung ganzer Eisenbahnwagen (SIG konzentrierte sich danach auf Drehgestelle) wurde auch hier noch ein Einheitswagen II entwickelt. Dieser nahm die Spezifikationen des BAV auf und ähnelte deshalb sehr stark dem EW II von FFA. WC und Plattform waren nun ebenfalls innen, die Türen ganz am Wagenende. Von den insgesamt gebauten 39 Wagen gingen deren 26 an die FO, die im Hinblick auf die Eröffnung des Furkatunnels und den ganzjährigen Betrieb den Rollmaterialpark erheblich aufstockte und modernisierte. Weitere 9 Wagen gingen an die MOB, die mit diesen Wagen den Faltenbalg generell einführte und 4 Steuerwagen dienten der GFM dazu, mit den früheren Kiestriebwagen 141–142 Pendelzüge bilden zu können und die vorhandenen Pendelzüge 151–152/251–252 in Spitzenzeiten verstärken zu können. Alle hergestellten Wagen sind von der leicht verkürzten Bauart. Die Steuerwagen der FO haben eine gerade, diejenigen der GFM eine geneigte Front.

### Lieferungen SIG EW 2
| Anzahl | Bahn    | Typ      | Inbetriebnahme | Drehgestell | Typ und Nummer | Sitzteiler   | Bemerkung                                       |
| ------ | ------- | -------- | -------------- | ----------- | -------------- | ------------ | ----------------------------------------------- |
| 4      | FO/MGB  | verkürzt | 1980           | SIG-S       | A 4063–66      | 2040 mm      | 1995–2015 BR 4293–4296, heute AB 4173–4176      |
| 5      | FO/MGB  | verkürzt | 1980           | SIG-S       | ABt 4155–59    | 2040/1600 mm | zu Deh 51–55/91–96                              |
| 1      | FO/MGB  | verkürzt | 1980           | SIG-S       | ABt 4195       |              | zu Deh und BDeh 41–45                           |
| 16     | FO/MGB  | verkürzt | 1980           | SIG-S       | B 4273–88      | 1600 mm      |                                                 |
| 4      | MOB     | verkürzt | 1979–80        | SWP-74      | AB 305–08      |              | mit Vielfachsteuerleitung                       |
| 5      | MOB     | verkürzt | 1979–80        | SWP-74      | B 211–215      |              | ohne Vielfachsteuerleitung, 215 verkauft an TPF |
| 4      | GFM/TPF | verkürzt | 1981           | SWP-74      | Bt 253–256     |              | zu 141–142 und 151–152                          |
| 39     |         |          |                |             |                |              |                                                 |

## SWP EW I (SWP1)
Für die 1964 eröffnete durchgehende Verbindung Luzern–Engelberg wurden Pendelzüge beschafft, die wegen der grossen Steigung von 250 ‰ möglichst leicht sein sollten, gleichzeitig aber ein Maximum an Sitzplätzen bieten sollten. Daraus resultierte ein Leichtstahl-Zwischen- und Steuerwagen, der kürzer war als der Triebwagen. Wohl aus diesem Grunde wurde nicht der Typ FFA1 beschafft, obwohl die Zwischenwagen bei FFA gebaut wurden. Ebenfalls 1964 war die Expo in Lausanne und die Centovallibahn erwartete zusätzlichen Verkehr Tessin–Domodossola–Simplon–Lausanne. Es wurden deshalb vier Wagen in Betrieb genommen, die aber im Gegensatz zu den LSE-Wagen ein WC aufwiesen. Charakteristisches Merkmal der SWP-Konstruktion ist das stark verjüngte Wagenende.
1968 wurden noch einmal 6 Wagen abgeliefert. Dieses Mal waren es lange Wagen ohne WC, was den Einbau von 80 Sitzplätzen erlaubte, für die Schmalspur ein Rekord! Die Appenzeller Bahnen bauten dann allerdings WC ein. Zwei Wagen der Travys (vormals YSC) wurden 2015 abgebrochen, während der BDt 54 schon vorher nach Madagaskar gelangte. Die Wagen der AB wurden für ein Umbauprojekt für die Abidjan-Niger-Bahn berkauft, schlussendlich aber abgebrochen. Von den FART-Wagen wurden die B 121 und 122 im August 2024 abgebrochen. Der B 123 wird noch für historische Fahrten hinter dem FART ABDe 6/6  31 verwendet.

### Lieferungen SWP EW 1
| Anzahl | Bahn  | Typ               | Inbetriebnahme | Drehgestell | Typ und Nummer | Sitzteiler   | Bemerkung                                                           |
| ------ | ----- | ----------------- | -------------- | ----------- | -------------- | ------------ | ------------------------------------------------------------------- |
| 5      | LSE   | verkürzt          | 1964           | SIG-T       | ABt 21–25      | 1500/1975 mm | t.w. verlängert, t.w. bestuhlt als At, ZB-Nr. 921–25                |
| 1      | LSE   | verkürzt          | 1964           | SIG-T       | DZ 251         | -            |                                                                     |
| 4      | LSE   | verkürzt, ohne WC | 1964           | SIG-T       | B 41–44        | 1500 mm      | durch FFA erbaut, umgebaut und verlängert zu B 81–84, ZB-Nr. 581–84 |
| 4      | FART  | verkürzt          | 1964           | SWP-64      | B 120–123      | 1500 mm      | B 120 zum A 120 umgebaut                                            |
| 3      | FLP   | lang, ohne WC     | 1968           | SWP-68      | B 33–35        | 1500 mm      | an AB verkauft (B 236–38), WC eingebaut                             |
| 3      | YSC   | lang, ohne WC     | 1968           | SWP-68      | B 33–35        |              | mit Vielfachsteuerleitung, 33–34 1991 umgebaut zu BDt 53–54         |
| 20     | Total |                   |                |             |                |              |                                                                     |

## ACMV EW I (ACMV1)
Die ersten Einheitswagen baute das Werk Villeneuve der Ateliers de constructions mécaniques de Vevey (ACMV) als Steuerwagen passend zu den 6 Triebwagen, die BAM und YSC auf der Basis der RhB-Be 4/4 511–516 bestellt hatten. Stirnfront und Einstiege wurden entsprechend den Triebwagen gestaltet. Während die Triebwagen der YSC im Gegensatz zu jenen der BAM mit Toiletten ausgerüstet wurden, sind die Steuerwagen identisch und haben kein WC. Inzwischen finden sich vier der fünf Wagen bei der BAM, zwei davon sind 2016/17 für den Betrieb mit den neuen Triebwagen angepasst worden.

### Lieferungen ACMV EW 1
| Anzahl | Bahn | Typ         | Inbetriebnahme | Drehgestell | Typ und Nummer | Sitzteiler | Bemerkung                |
| ------ | ---- | ----------- | -------------- | ----------- | -------------- | ---------- | ------------------------ |
| 3      | BAM  | Steuerwagen | 1982           |             | Bt 51–53       |            |                          |
| 2      | YSC  | Steuerwagen | 1983           |             | Bt 51–52       |            | Bt 52 verkauft BAM Bt 54 |

## ACMV EW II (ACMV2)
Auch diese Wagen entsprechen, wie die EW II von FFA und SIG, den gemeinsamen Grundspezifikationen des BAV, haben aber sonst sogar untereinander sehr grosse Unterschiede.

### Lieferungen ACMV EW 2
| Anzahl | Bahn | Typ            | Inbetriebnahme | Drehgestell | Typ und Nummer | Sitzteiler | Bemerkung                      |
| ------ | ---- | -------------- | -------------- | ----------- | -------------- | ---------- | ------------------------------ |
| 2      | FO   | Festfenster    | 1987           | SIG-S       | AB 4171–72     |            |                                |
| 2      | FO   | Festfenster    | 1987           | SIG-S       | ABt 4181–82    |            |                                |
| 2      | BOB  | Senkfenster *) | 1987           | SIG-S       | B 261–62       |            |                                |
| 3      | BOB  | Senkfenster *) | 1987           | SIG-S       | BDt 401–03     |            | 2018 abgebrochen bzw. verkauft |

*) 2008 durch Übersetzfenster ersetzt

## EW V
Entgegen dem allgemeinen Trend zu Triebzügen werden auf der Berninabahn wegen der grossen Neigung die Züge nach wie vor von Triebfahrzeugen gezogen. Als Ersatz für die dort eingesetzten Einheitswagen I hat die RhB die Beschaffung von EW-V-Wagen ausgeschrieben. Weil nach heutigen Normen und Anforderungen gebaute Wagen ein bedeutend höheres Gewicht pro Sitzplatz aufweisen, können zukünftig Züge in Sandwichtraktion oder mit Zwischentriebfahrzeug über den Berninapass verkehren.